# Hernán Medina Calderón
Medina  Calderón est un nom espagnol. Le premier nom de famille, en général paternel, est Medina ; le second, en général maternel, souvent omis, est Calderón.
Hernán Medina Calderón, né le 19 août 1937 à Yarumal (département d'Antioquia) , est un coureur cycliste colombien de la fin des années 1950 - début des années 1960. Il était surnommé « El príncipe estudiante » (en français, littéralement, « le prince étudiant »).

## Repères biographiques

### Carrière sportive
A l'issue de la sixième étape de l'édition de 1957 du Tour de Colombie qui relie Medellín à Riosucio, Hernán Medina Calderón est leader du classement général, avec une heure d'avance sur son coéquipier Ramón Hoyos qui n'est alors que 12e du classement général. Néanmoins, durant cette journée, Hoyos est accusé d'avoir été « tracté » par l'un de ses assistants,, ce qui lui vaut une pénalité de cinq minutes. Selon Hoyos, les évènements se sont déroulés ainsi : le lieutenant Rojas, qui était le chef des juges, utilisait des jumelles pour observer de loin la course. Il est probable qu'il ait vu un de ses compagnons près de lui ou qui l'aidait à traverser une mauvaise passe, chose commune à l'époque. En signe de protestation contre la sanction infligée à Hoyos, l'entraîneur de l'équipe d'Antioquia, Julio Arrastía Bricca, décide de retirer l'équipe de la compétition. L'épreuve est finalement remportée pour la deuxième fois depuis sa création par un cycliste étranger, l'Espagnol José Gómez del Moral qui était 2e au classement général avant le retrait des cyclistes d'Antioquia.

## Palmarès
- 1957
  - 6e étape du Tour de Colombie
- 1958
  - 3e, 9e et 10e étapes du Tour de Colombie
  - Tour du Guatemala :
    - Classement général
    - 4e étape

  - 2e du Tour de Colombie
- 1959
  - 3e, 10e et 13e étapes du Tour de Colombie
- 1960
  - Tour de Colombie :
    - Classement général
    - 14e étape
- 1961
  - 2e étape du Clásico RCN
  - 5e étape du Tour de Colombie
  - 2e du Tour de Colombie
  - 3e du Clásico RCN

## Résultats sur les championnats

### Jeux olympiques
Course en ligne
1 participation.
- Rome 1960 : 28e au classement final[5].

100 km par équipes
1 participation.
- Rome 1960 : 16e au classement final[6].